# Леньовське
Леньо́вське (рос. Ленёвское) — село у складі Режівського міського округу Свердловської області.
Населення — 587 осіб (2010, 643 у 2002).
Національний склад станом на 2002 рік: росіяни — 97 %.